# カイポーラ

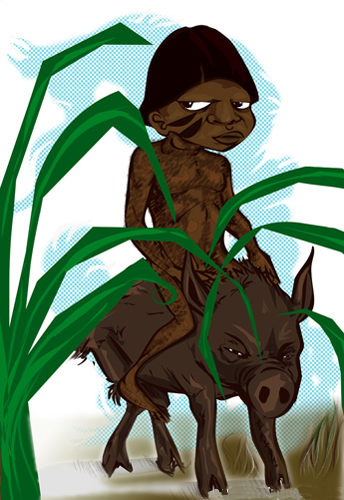
ペッカリーにまたがるカイポーラ図。ペッカリーは通称「森ブタ」（ポルコ・ド・マト）、またケイシャーダとも呼ばれる。

カイポラまたはカイポーラ（Caipora、Caipóra、[kajˈpɔɾɐ]）、あるいはカアポーラ（Caapora、Caapóra Kaapora）は、ブラジルに伝わる森の精霊か亜人の類。野生動物や狩りの得物の守護精霊である。
カイポーラとは、トゥピ語で「森に住まう者」の意であり、カアジェレ[仮カナ表記]（Kaagere、アニャンガの別名）と同義なので、16世紀に記録があるトゥピ＝グアラニー族の神話伝承に繫がる可能性があるが、カイポラの起源はそこまで定かではない。
カイポーラの容姿の描写は様々で、肌の浅黒いインディオの少女（カボクリーニャ）だとも、少年（カボクリーニョ）だともいわれ、小人とも巨体（大柄）ともいわれている。ペッカリーや野生ブタなどの動物に騎乗するとされ、特定の植物でできた棒や有棘の鞭を武器に持つと言われ、猟の獲物を追い払ったり、生き返らせたりして恩恵に値しない猟師を困らせるという。そのかわりタバコや酒類の供物を得ると、狩りの収穫を増やすなど恩寵を授ける。
上述のように、描写はさまざまで地域差や情報源による差異が多くある。またクルピラとの混合されその他にも類似精霊（サッシ、ペー・ジ・ガハッファ）とも共通した属性が与えられている異聞もみられる。

## 名称
ルイス・ダ・カマラ・カスクードは、カアポーラが男性形、カイポーラが女性形であり、母音変化で異なると主張している。異論では、カイポーラは俗な綴りで、「カアポーラ（Kaapora）」の名称のほうは、リオグランデ・ド・ノルテ州、パライバ州、セアラー州など北東部でよく流通している、とジョアン・バルボーザ・ロドリゲスが解説する。
他の語形に「カアポーラ Cahapora」や「カイポーラ Cahipora」がある。
バイーア州では、女性の精霊だとされ、名称がカイサーラ（Caiçara/Kaiçara ）と転訛しているが、これは発音が近い単語である Caa-iara（カア＝イアラ、「森の婦人」）や、caa-içá（「塀」など様々な意味）に寄ったものだとみなされる。ただ、「カイサーラ」がカイポーラの異称として一般的に流通するかというと否であり、辞書に掲載される "caiçara" の意味は、「沿岸地に棲む人」等である。（本項の意味でのカイサーラについては、以下参照）。 

### 語源
カアポーラ（caapora）と、やはり先住民の精霊であるカアゲラ/カアゲレ[仮カナ表記] （caaguera/kaagere）は、トゥピ語でいずれも「森に住まう者」を意味し、「森」を意味する語根 caa を持っている。後者のカアゲラ/カアゲレとはアニャンガの異称であると、すでに16世紀に記録がある。
異説によれば、cai-poraは「火をもつ者」「燃える者」などの意にとれ、それが元の語源だという。あるいは、 caí-pora であれば、「シャイな者」「逃げ去る者」が語源の可能性がある、とテオドロ・フェルナンデス・サンパイオ（1928）は記述する。

### 比喩表現
"Caipora"という語は比喩的表現（文彩）としても使われ、ひとつには、その存在や干渉が悪影響だと思われる人間を指す。あるいは、なにかと不運・不幸続きな人間を指すこともある。民間伝承によれば、カアポーラに遭遇した人間は、その超常的な力によって、その後の一歩一歩が不幸まみれになるという。すなわち、遭遇した後、 いわゆる「カイポーリズモ」（caipórismo、カイポーリズム）に陥り、釣りも坊主、狩猟も収穫ゼロな状態が一生続く。

## 概要
カアポーラ/カイポーラにまつわる伝承は、宣教師時代のイエズス会士が記録した資料のなかにはなんら記載がみえないので、ヨーロッパとの接触以前よりあった古来の純粋なトゥピ・グアラニーの神話のひとつとは言い難い。カアゲラ/カアゲレ（アニャンガの別名）という名前が似た神話はあるものの、カスクードによれば、カアポーラ/カイポーラの発祥はあきらかではない。
しかし、カアポーラ/カイポーラ伝説はブラジル各地に広くみられる。すなわち、アマゾン熱帯雨林にもいるとされるが、南端のリオグランデ・ド・スル州の山稜地帯にも、サンタカタリーナ州の草原にも、ミナスジェライス州にも出現するという怪人・精霊である。

### 小人か巨人、少年か少女
カアポーラは、大きさは小人ほど、容貌は先住民に似で、肌は浅黒い。頭でっかちな子供のようだとも、魔法使いなカボクリーニャ（インディオの少女とも、魔法使いなカボクリーニョ（インディオの少年、caboclinho）だともいわれる。いずれにしろ、"浅黒い肌、頑丈、多毛、敏捷"な子供とされる。 少女であれば、全裸かタンガ一着を履く。または男の（あるいは裸でも性器がない性別不可能な）カイポーラが、裸でなくふんどしを締めることもある、とも解釈されている。
カスクードは、どちらかというと小人であることが通説であると結論しているが、逆に大柄な怪人と解説する資料も数多い。例えば、"黒い体毛に覆われた大柄の男"だとジョゼ・ヴィエイラ・クート・デ・マガリャンイス（1913年）が述べており、これと似た記述もある。ジョアン・シモエンス・ロペス・ネット（1913年）も、毛むくじゃらな巨人とする。 Couto de Magalhães also records a ニェエンガトゥ語 （トゥピ語）の説話 「ヤブティ（陸亀）と巨大カアポーラ」を所収する。 フアン・バウティスタ・アンブロセッティ（1917年）もカアポーラ（Caá-Porá）は毛深い巨人の認識で南ブラジルのパラナ州では知られる、としている。このカアポーラは、猟師が仕留めたが回収しそこなった獲物を生食するという。 コルネリオ・ピレス（1921年）はカイポラをカボクロで)、"大柄で肥満な男、獣じみて毛深く、あごひげがあり、頭は平たく、ぺちゃ鼻で、唇は一文字に厚く、顔は大きい"と形容している。
セアラ―州ではカアポーラは、剛毛の頭だが、体毛は薄く、ホエザルのような鋭い歯をもち、（赤く）らんらんと光る目をしている。 おなじ北東部の他州では、シカやウサギに乗るという、よって、おそらく小柄と推測できる。
バイーア州のカイサーラは、浅黒い肌というか、"小柄のカボクラ（女性）で、黒色にちかい"という。ところが、同じバイーア州でもイリェウス市では、カアポーラは"うら若いカボクラで、色白く美しい"とされている。そしてバイーア州の一編の説話では、カイポーラは"老いた黒人男性"で、タバコを礼にもらうと、特定の植物の枝を切って杖とし、魔法の力で迷子の男を家まで送り届ける。 バイーア州の二編目の説話では、カイポーラは毛深い小さな男の子だが、体半分しか見ることができなく、可視の側は、悪魔のように黒かったという。

### 住居、騎乗動物、家畜群、飼い犬
カイポーラは朽ちた木（の洞）に棲む、とティンビラ族の情報筋が伝えており、通称「森ブタ」（porco-do-mato）と同居するともいわれる。
「森ブタ」とはすなわちケイシャーダ（queixada、「顎」に関する名前）と呼ばれるクチジロペッカリーや、カチトゥ（caititu）と呼ばれるクビワペッカリーのことで、これらを乗り回すことでも知られる。他にも騎乗するといわれる動物に、バク、ヤマアラシなどがいる（これらペッカリーに乗るのはクルピラも同じである）。
また、カイポーラはペッカリーに乗りながら、棒をふりまわして動物の群れを追いたてたり、森の動物を追いはらって（悪いハンターが獲れないように）逃がしてしまったりもする。
北東部では、カイポラが棘のあるつる植物の一種 （ポルトガル語: japecanga/yapekanga, Smilax属/サルトリイバラ属）を無知として使うといわれる。随意の動物に変身して狩猟犬を集めたのちそして（シカやウサギを乗りまわし）この棘のつるで犬らを鞭うつのだという。。
カイポーラの鞭武器は、「棘つる」（cipó espinhento）だが、これは様々な特定の植物を材料とする、すなわち上掲のサルトリイバラ種（japecanga）をはじめ、 イラクサ、ナンヨウアブラギリ属、 「ファヴェーラ」（Cnidoscolus quercifolius）である。幾つかの州では、カイポーラの恋人がいて（cf. § 恋愛関係参照）、もしその男性が裏切って別の女性と結婚して逃げた場合、探し当ててこの「棘つる」で罰して殺してしまうという。
カアポーラは、多数の群のクビワペッカリーを従えており、そのうち最大のペッカリーに騎乗するという言い伝えもある。異聞では、豚の群れの最後尾の殿（しんがり）の豚に乗っているという。バイーア州では、少年カイポーラが、痩せこけて骨ばった豚に乗るという。カイポーラのまわりには、豚やペッカリー類だけでなく、シカや、蛇や昆虫までが取り巻いているという解説もある。また、カアポーラは、蛍を斥候として使役しているという。

### 動物の守護者
カイポーラは、小型動物（小型の狩猟対象動物）の主であり、守護者であるが、彼女は羽ある獲物（鳥類）に対する管轄はもちあわせない。
かつては、タバコやカシャッサ酒を供物に差し出せば、容易に豊かな狩りの収穫の恩恵が受けられるとされていた 。少女版カイポーラは、通行人の周りを旋回して、パイプ（カシンボ）のためのタバコをねだるという。
女性版カイポーラはローマ神話の狩猟女神ディアーナにも比較されている。カイポーラも、狩猟者に恵みを分け与えたり、それを奪ったりする点が共通する。カイポーラの不興を買うと、狩猟犬が彼女の目に見えない棒武器で殴られる羽目になるという。。 カスクードの記述によれば、カイポーラは、塩や砂糖の味付けのない粥（ポルトガル語: mingau）が好物であるが、特に胡椒を嫌い、胡椒入り粥を供えると食べないばかりか、恩恵にあずかるはずの人間を殴るという。
カイポーラは、特に妊娠した牝や、子連れの動物を狙うハンターを許さない。気にくわないとカイポーラは、獲物の動物を脅して散り散りにさせ。狩りの対象動物がなにもいなくなるようにする。あるいは罠をしかけ、ハンターを道に迷わせるため、ジャングルの動物の鳴き声を真似て轟かせて方向を失わせたり、偽の足跡をのこしていく。
また、カイポーラは禁猟の日を金曜日（あるいは月明かりのある金曜日）に定めており、日曜日や祭日も禁猟か、明確な目的でどうしても狩らねばならない以外は禁止だという。カイポーラは、金曜日を選んでシダの茂みに忍び、狩りを妨害する。獲物がいなくなるならまだしも、ハンターの射撃が仲間や犬に当たったりする。ある採集話（パライバ州グアラビラ市）では、金曜日に狩りに出かけた男が獲物に出会えず、たった一羽のハト類（ポルトガル語: juruti, juriti、Leptotila属）の素嚢を打ち抜き、内臓をぶちまけた。しかし鳥は蘇り、飛び立ってしまった。
金曜・日曜・祭日の禁猟のタブーを犯しても許されようと思ったら、事前に木に縄タバコを供えて「ほら、カイポラ、これで許しておくれ」と唱えることだ。ただ、必ず受け入れられるとは限らない 。木曜日にすることがのぞましいが、。
上の例（ハト）で見たように、カイポーラには、動物を蘇生できる能力が宿っており、その方法は様々で、豚の鼻に触れさせたり（後述）、刺し具つき突き棒（以下、第二説話を参照）や、サルトリイバラの枝をつかったり、口頭命令で生き返らせたりする
前述のバイア―州第二説話で、半身が不可視、半身が毛深い黒人少年のカイポーラは、猟師が何匹かの豚をライフルで仕留めたのをみて、その「刺し針」（ferrão）すなわち刺し具つきの突き棒（aguilhada）を持って現れ、その棒で倒れた豚どもを打つと、すべて蘇った。しかし最後の大きな豚は、激しく殴ったために刺し具が壊れてしまった。カイポーラは変装して鍛冶師のテントに現れ、修理を依頼する。
カアポーラは、別のかたちで猟の恩恵を授けることもある。すなわち、タバコ、酒、またはラシャ布（ポルトガル語: baieta）の供物の見返りに、指定の数の豚を、カアポーラが所有する豚たちから撃ってもよいと許しをハンターが得られることである。もし恩恵にあずかっていないと、弾丸は無意味で、たとえ豚を撃ち殺しても、カアポーラが、乗った豚の鼻づらをふれさせれば、死んだ豚も蘇ってしまう。

### 脅威
カイポーラと遭遇すると、その人間は恐怖にとりつかれたままになってしまう。また、カイポーラは朽木の住処に子供たちをおびき寄せるともいわれる。またカア＝ポラー（Caá-Porá）が、人間の頭蓋骨や脛骨でできたパイプを持ち、人間をほぼ吸い尽くして食らうが、腸だけがバラバラに散るなどとも伝わる。
アルゼンチンやウルグアイのカイポーラは、豚や犬に変身できる、いわば幽霊であるという。アルゼンチンのアンブロセッティによれば、変身能力があり、名前もカア＝ポラー（Caá-Porá）から単にポラー（Porá）と呼ばれ、後者は幽霊の一種だと説明している。このポーラは火を吹いて動物を恐怖させ追い払う。

### 恋愛関係
また"パラー州、アマゾナス州、アクレ州の森林では、現代版のカイポラ（女）は、人間と恋愛的なやりとりを営むが、絶対の貞操を要求する"という。またサンパウロ州の伝承では、毛むくじゃらのカアポーラが、夜に出歩きする独身娘を狙って追いかけると伝わる。

## 比較分析
カスクードが「カイポーラ」が女性形であると考えたことは既に述べたが、さらには"クルピラとカアポーラが融合してカイポーラになった、というより厳密にいえばアクレ州や北東部の住民に伝わる、小型、浅黒く、丈夫で、毛深く、すばしっこ少女（カボクリーニャ）的なカイポーラになったというべきか、とまとめている), with her hair covering her sex, hunting whoever gives her tobacco and having extremely jealous love[-relationships]".。より後年の文献では、カアポーラがクルピラと同様に赤毛だとされている。
カアポーラとクルピラは、あるいみで相互互換性があり、すなわちある地域（や情報筋）がカアポーラに与えた属性や性質は、よそではクルピラの性質としてきじゅつされることが、ままある。カイポラはペッカリーに乗り棒をふるうが、 クルピラもまたペッカリー（「森ブタ」）にまたがり"太い木切れ"を持っている。
カスクードは、カイポーラが両方右足である、とクルピラのような性質を与えられていることもあり、一本足女性である、とサッシ（こちらは男）のような性質を与えられる例もあるという。また、カイポーラは二つ目だとも、一つ目だともいわれ、単眼はアリマスポイ（黄金を守るグリフォンの近辺にいたという伝説のスキタイ系民族）に比較できるという。カアポーラは、植物の守護者としては知られないところがクルピラと違い、カアポーラはあくまで小型の（羽根はない）動物類の主にとどまる。他にもペー・ジ・ガハッファ（「瓶足」）のような円形の足形をしているとされることもある。
セルジペ州では、カイポーラが人をくすぐり殺すといわれるが、これはサッシについていわれることである。カイポーラはタバコ好きでパイプ持ちの少女、あるいはパイプ持ちの毛深い男や、毛深い獣といわれるが、サッシもやはりパイプ持ちという描写が一般的である。
カアポーラ/カイポーラが、語源的に類似するカアジェレ[仮カナ表記]（Kaagere、Kaagerre、Kaagire、Kaigerre）すなわちアニャンガの別名（ § 語源で記述）（とつながっている可能性も示唆される。カアジェレことアニャンガについては16世紀のフランス人アンドレ・テヴェの記述がみえるが、先住民たちはこれを寄せ付けないために火を用いるとするのみで、比較になるような詳述がない。 アントニオ・ゴンサウヴェス・ジアス（1867年）は、カアポーラとカアジェレが同一であると確信していた。
カスクードによれば、カイポーラにの比較参考にチリのマプチェ族に伝わるアンチマジェン も加わるという。アンチマジェンも動物の守護者であり、供物（種類は血の供物であるが）を受けることもあり、不幸や凶報をもたらすといわれる。アルゼンチンのヤスタイ（yastay, llastay）は、霜焼けした短躯の太った男と形容されるが、これも特にラクダ科動物（グアナコやビクーニャ）の群の守護神である。また、黒犬がたえず傍らにいるという。

## 大衆文化
ブラジルの子供向けテレビ番組「Castelo Rá-Tim-Bum」ではカイポーラが常連キャラで、赤毛で黒マスクの女性として描写。
児童文学『Sítio do Picapau Amarelo』の2001年テレビドラマ版では、最終前シーズンから終わりまで常連。
『ハリー・ポッターシリーズ』ではブラジルの魔法学校カステロブルーシューを「カイポラ」が守っている。
民俗学者マルコ・アウレリオ著、Luciano Tasso 画「Artes do Caipora em Cordel」（2013）。ハンターが父親にそむいて祭日に狩りするが、カイポーラに出くわし、屠殺したはずの獲物をすべて生き返る。
メキシコのアニメ「Las Leyendas（2017年）では、カイポーラの回に登場。